# Гертлинг, Георг фон
Барон (с 1914 граф) Георг Фридрих Карл фон Гертлинг (нем. Georg Friedrich Karl Freiherr (seit 1914: Graf) von Hertling; 31 августа 1843, Дармштадт — 4 января 1919, Рупольдинг) — немецкий философ и государственный деятель. Рейхсканцлер Германии в период брестских переговоров.
Профессор философии Мюнхенского университета имени Людвига Максимилиана. Член партии Центра. В 1875—1890 и 1896—1912 годах — депутат рейхстага, в 1909—1912 годах возглавлял фракцию партии Центра в рейхстаге. Премьер-министр Баварии в 1912—1917 годах.
С 1 ноября 1917 по 30 сентября 1918 года — рейхсканцлер. Подписал с Россией Брестский мир.
Внучатый племянник Беттины фон Арним и Клеменса Брентано.

## Сочинения
- Über die Grenzen der mechanischen Naturerklärung, 1875;
- Albertus Magnus, 1880;
- John Locke und die Schule von Cambridge, 1892;
- Das Prinzip des Katholizismus und der Wissenschaft, 1899;
- Augustin, 1902;
- Recht, Staat und Gesellschaft, 1906;
- Erinnerungen, 3 Bde., 1919—1921.